# 平壤元山觀光公路
平壤-元山觀光公路（韓語：평양-원산 관광도로）， 是連接朝鮮民主主義人民共和國首都平壤樂浪區和東部港口城市、江原道的元山的一條高速公路。全長190公里。
1978年9月2日竣工。